# سيرجيو ريكاردو دي جيسوس فيردر
سيرجيو ريكاردو دي جيسوس فيردر (19 سبتمبر 1975 في ساو باولو في البرازيل – )؛ هو لاعب كرة قدم سابق كان يلعب كمدافع.

## وصلات خارجية
- سيرجيو ريكاردو دي جيسوس فيردر على موقع رابطة كرة القدم اليابانية للمحترفين (اليابانية)
- سيرجيو ريكاردو دي جيسوس فيردر على موقع قاعدة بيانات كرة القدم.إي يو (الإنجليزية)
- سيرجيو ريكاردو دي جيسوس فيردر على موقع عالم كرة القدم.نت (الإنجليزية)